# سرپسکی ایتبی
سرپسکی ایتبی (به صربی: Srpski Itebej) یک منطقهٔ مسکونی در صربستان است که در Žitište Municipality واقع شده‌است. سرپسکی ایتبی ۲٬۴۰۵ نفر جمعیت دارد و ۷۰ متر بالاتر از سطح دریا واقع شده‌است.